# Tingloy
Tingloy is een gemeente in de Filipijnse provincie Batangas op het eiland Maricaban. Bij de laatste census in 2010 telde de gemeente bijna 17 duizend inwoners.

## Geografie

### Bestuurlijke indeling
Tingloy is onderverdeeld in de volgende 19 barangays:
| - Corona - Gamao - Makawayan - Marikaban - Papaya - Pisa - Barangay 13 - Barangay 14 | - Barangay 15 - San Isidro - San Jose - San Juan - San Pedro - Santo Tomas - Talahib |

## Demografie
Tingloy had bij de census van 2010 een inwoneraantal van 16.870 mensen. Dit waren 1.678 mensen (9,0%) minder dan bij de vorige census van 2007. Ten opzichte van de census van 2000 was het aantal inwoners gedaald met 158 mensen (0,9%). De gemiddelde jaarlijkse groei in die periode kwam daarmee uit op -0,09%, hetgeen geheel afwijkt van het landelijk jaarlijks gemiddelde over deze periode (1,90%).
De bevolkingsdichtheid van Tingloy was ten tijde van de laatste census, met 16.870 inwoners op 33,07 km², 510,1 mensen per km².

## Afbeelding

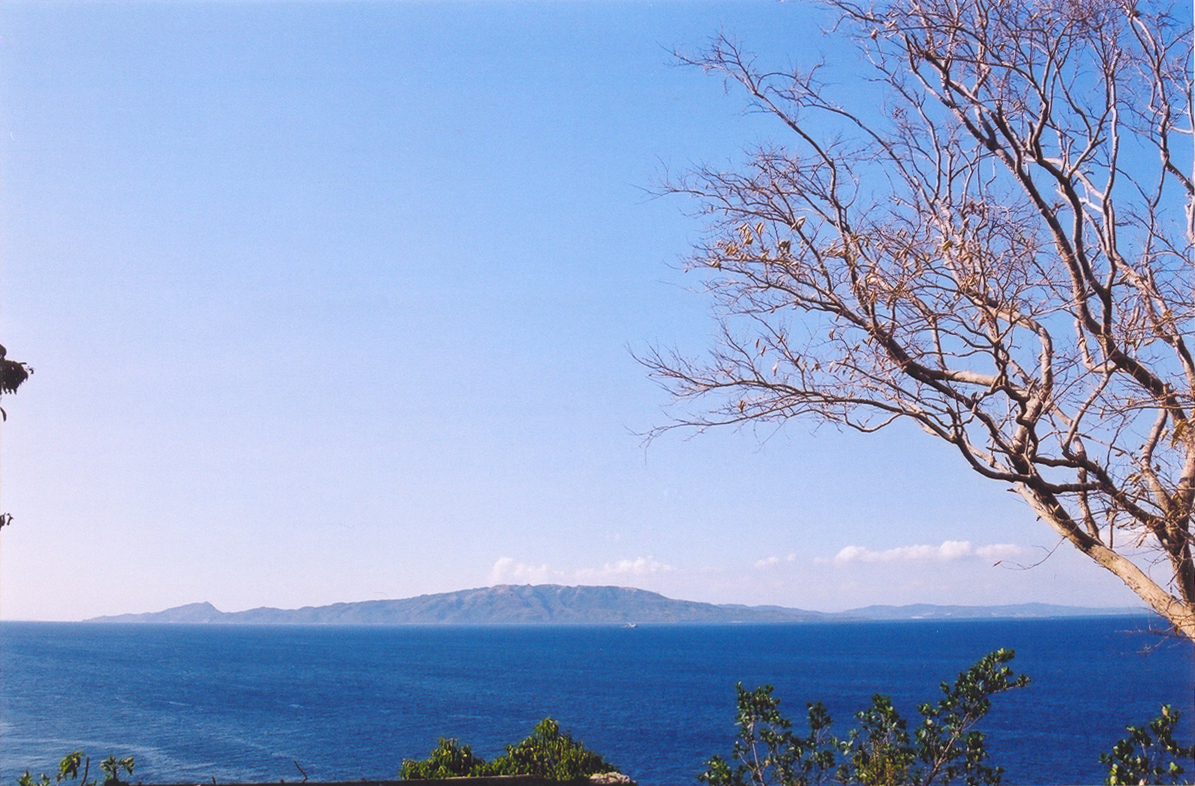
Uitzicht op het eiland Maricaban (gemeente Tingloy) vanaf Mindoro

Agoncillo · Alitagtag · Balayan · Balete · Batangas City · Bauan · Calaca · Calatagan · Cuenca · Ibaan · Laurel · Lemery · Lian · Lipa · Lobo · Mabini · Malvar · Mataasnakahoy · Nasugbu · Padre Garcia · Rosario · San Jose · San Juan · San Luis · San Nicolas · San Pascual · Santa Teresita · Santo Tomas · Taal · Talisay · Tanauan · Taysan · Tingloy · Tuy